# Патекатль

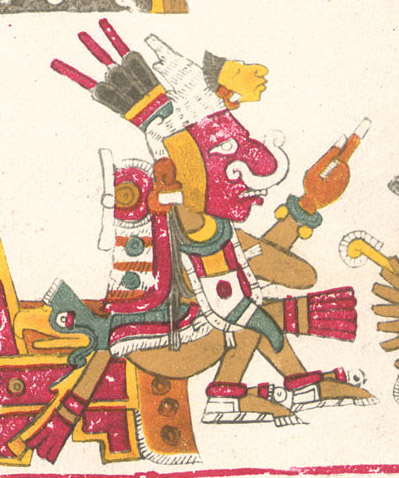

Патекатль (Patecatl) — бог родючості, ліків з лікарських рослин, одужання в ацтекській міфології. Шанувався також в уастеків. Мав прізвиська «Володар кореня пульке» та «Бог з країни ліків». Бог дня Маліналлі (трава) та 11 трецени (1 Мавпа — 13 Будинок) священного календаря.

## Опис
Зображувався з сокирою і щитом чи з листям агави і ацтекською копальною палицею в руках.

## Міфи
Його дружиною за ацтекськими міфами була Майяуель, дітьми — Кенцон Тоточтін, Тепоцтекатля, Тешкацонатля, Колуацінкатля, Макуільточітлі, Ометочітлі. Усі вони пов'язані з пульке та пияцтвом.
Вважається першовідкривачем пейотля-кактуса, що був наркотичною речовиною. Патекатлєм називають першу людину, яка знайшла корені магея-агави, з якої готують пульке.

## Культ
Шанувався ацтекськими медиками, наглядачами та облаштовувачами ботанічних садів. Також його часто згадували під час веселих свят або якихось інших святкувань.